# کوواچیتسا
کوواچیتسا (به بلغاری: Kovachitsa) یک منطقهٔ مسکونی در بلغارستان است که در استان مونتانا واقع شده‌است.
 کوواچیتسا  ۱٬۲۳۵ نفر جمعیت دارد و ۹۷ متر بالاتر از سطح دریا واقع شده‌است.